# Claire McCaskill
Claire McCaskill, née le 24 juillet 1953 à Rolla (Missouri), est une femme politique américaine, membre du Parti démocrate et sénatrice du Missouri au Congrès des États-Unis depuis 2007. Lors des élections de 2018, elle est battue par le candidat du Parti républicain, le procureur général de l'État, Josh Hawley.

## Biographie

### Famille et études
De religion catholique, Claire McCaskill est née à Rolla, Missouri. Son père, William Y. McCaskill, était membre de la commission d'assurance de l'État durant l'administration du gouverneur Warren E. Hearnes. Sa mère, Betty Anne McCaskill, fut la première femme élue au conseil municipal de Columbia. Elle échoua à se faire élire député à la chambre basse du Missouri, battue par Leroy Blunt, le père de Matt Blunt, futur gouverneur du Missouri.
Claire McCaskill fut pom-pom girl durant ses années au lycée de Hickman à Columbia avant d'être diplômée en science politique de l'université du Missouri à Columbia en 1975 puis en droit en 1978.

### Carrière professionnelle
À l'exception des années 1989 à 1991 où elle travailla pour un cabinet privé, la carrière professionnelle de McCaskill se déroula dans le secteur public, d'abord auprès de la cour d'appel du district ouest du Missouri à Kansas City puis comme membre du bureau du procureur du comté de Jackson.

### Carrière politique
En 1982, McCaskill est élue à l'assemblée de l'État du Missouri où elle représente le comté de Brookside situé près de Kansas City. Mariée en premières noces à David Exposito, elle est la première élue à donner naissance, durant un mandat, à un enfant (elle en aura 3 avant de divorcer en 1995).
En 1988, elle abandonne l'assemblée pour tenter de se faire élire au poste de procureur du  comté de Jackson mais renonce, à la suite de l'engorgement de candidatures lors des primaires démocrates.
En 1990, elle est élue à l'assemblée du comté de Jackson (équivalent au conseil de comté) qu'elle quitte en 1992 à la suite de son élection au poste de procureur du comté de Jackson.
Réélue procureur en 1996, son mandat est entaché par une enquête fédérale sur un trafic de drogue concernant ses bureaux.
En 1998, McCaskill est élue auditrice de l'État.
En avril 2002, elle se marie en secondes noces avec Joseph Shepard, un homme d'affaires de Saint-Louis.
En août 2004, elle remporte les primaires démocrates pour l'élection du poste de gouverneur contre le titulaire sortant, Bob Holden. Le 2 novembre 2004, avec 47,9 % des voix, elle est néanmoins battue par son adversaire républicain, Matt Blunt (50,8 %).
Le 12 décembre 2005, son ancien mari David Exposito est assassiné à Kansas City, Kansas. Le meurtre n'est pas élucidé.
En 2006, elle est la candidate du parti démocrate au Sénat des États-Unis lors des élections de mi-mandat du président George W. Bush.
La campagne se concentre sur le débat sur le financement des cellules souches à partir d'embryons humains.
Avec l'aide de l'acteur Michael J. Fox, elle dénonce les positions de Jim Talent le sénateur républicain sortant qui avait refusé de voter en faveur du financement fédéral des recherches sur les cellules souches.
Le 7 novembre 2006, elle est élue sénatrice après avoir battu Jim Talent en obtenant 50 % des voix, soit un peu plus de 41 000 de suffrages devant le sénateur sortant (47 %). Sa victoire était principalement due aux votes des zones urbaines de Saint-Louis et de Kansas City.
Le 6 novembre 2012, elle est réélue sénatrice avec 54,7 %. Ce bon score est largement dû au propos très controversé de son adversaire sur le « viol véritable » qui avant déclaré : « De ce que j'entends de la bouche des médecins, la grossesse après un viol est très rare (...). S'il s'agit d'un véritable viol, le corps de la femme essaie par tous les moyens de bloquer tout ça ».
Début 2013, elle annonce son soutien au mariage entre personnes de même sexe sur le site Tumblr en déclarant : « Je suis venue à la conclusion que notre gouvernement ne devrait pas limiter le droit de se marier en fonction de qui vous aimez ».
Candidate à sa réélection lors des élections sénatoriales de novembre 2018, Claire McCaskill affronte le candidat républicain Josh Hawley, procureur général du Missouri. Elle est cependant battue au soir de l'élection, récoltant 45,5 % des voix, contre 51,5 % pour Josh Hawley.